# Liste der Regionalligen in Deutschland
Die Regionalligen in Deutschland werden von den jeweiligen Sportfachverbänden bzw. einem oder mehreren Landesverbänden der jeweiligen Sportart veranstaltet.
- American Football

Im American Football in Deutschland sind die Regionalligen die dritten Ligen unterhalb der GFL und der GFL 2. In der Saison 2010 existieren die Regionalligen Nord, Ost, West, Mitte und Süd.
- Badminton

Im  Badminton existieren eine Regionalliga Nord, eine Regionalliga West, eine Regionalliga Mitte und eine Regionalliga Südost. Sie stellen nach 1. und 2. Bundesliga die dritthöchsten deutschen Spielklassen dar. Zur Regionalliga Nord gehören Mannschaften der Landesverbände Berlin-Brandenburg, Bremen, Hamburg, Mecklenburg-Vorpommern, Niedersachsen, Sachsen-Anhalt und Schleswig-Holstein. In der Regionalliga West treten Teams aus Nordrhein-Westfalen an. Zur Regionalliga Mitte gehören Thüringen, Hessen, Rheinland-Pfalz und das Saarland, zur Regionalliga Südost Bayern, Sachsen und Baden-Württemberg
- Basketball

Die Regionalligen im deutschen Basketball sind nicht nur regional aufgegliedert, es existieren auch 1. bzw. 2. Regionalligen, zwischen welchen ein Auf- und Abstieg möglich ist.
- Eishockey

Die Regionalligen im Eishockey sind nach DEL, 2. Bundesliga und den Oberligen die vierthöchsten Spielklassen. Da es im Eissport keine Regionalverbände gibt, werden sie von den Landeseissportverbänden (LEV) organisiert, oft in Zusammenarbeit mehrerer Verbände. Derzeit gibt es die Regionalligen Nord, West, Ost und Südwest sowie die der Regionalliga entsprechende Bayerische Eishockey-Liga.
siehe auch Eishockey-Ligasystem in Deutschland
- Fußball

Bei den Männern nahm die Fußball-Regionalliga ihren Betrieb im Juli 2000 auf. Zuerst gab es die Regionalliga Nord und Süd.
Seit der Saison 2008/09 ist die Regionalliga in ihrem heutigen System als 4. Liga nach der Bundesliga, der 2. Bundesliga und der 3. Liga.
Nun gibt es eine Nord, eine Süd und eine West-Staffel.
- Handball

Die Regionalligen waren die dritthöchsten Spielklassen im deutschen Handball. Zur Saison 2010/11 wurden die Regionalligen durch die neu gegründeten 3. Ligen ersetzt.
Siehe auch: Handball-Regionalliga und Handball-Regionalliga (Frauen)
- Hockey

Im Hockey in Deutschland sind die Regionalligen die dritten Ligen unterhalb der Hockey-Bundesliga und der 2. Bundesliga. Es existieren die Regionalligen West, Nord, Ost und Süd.
- Tennis

Im Tennis bilden in Deutschland die 18 Landesverbände insgesamt 4 Regionalligen als dritte Ligen unterhalb der Tennis-Bundesliga. Die vier Regionalligen sind dabei rechtlich unselbständige Organisationseinheiten, die ausschließlich in der Organisation der Regionalligen tätig werden.
Es sind dies im Einzelnen die Regionalliga Nord-Ost (Berlin-Brandenburg, Mecklenburg-Vorpommern, Hamburg, Niedersachsen, Nord-West, Sachsen-Anhalt, Schleswig-Holstein), die Regionalliga West (Mittelrhein, Niederrhein, Westfalen), die Regionalliga Süd-West (Baden, Hessen, Rheinland-Pfalz, Saarland, Württemberg) und die Regionalliga Süd-Ost (Bayern, Sachsen, Thüringen).
- Volleyball

Im Volleyball in Deutschland sind die Regionalligen die vierten Ligen unterhalb der Volleyball-Bundesliga, der 2. Bundesliga und der Dritten Liga. Es existieren die Regionalligen Nord, Nordost, Ost, Südost, Süd, Südwest, West und Nordwest.